# Torch (canção)
"Torch" é uma canção da dupla britânica Soft Cell. Foi lançada como single em 1982, chegando ao segundo lugar da parada de singles do Reino Unido. Também chegou ao número 31 na parada Hot Dance Club Play estadunidense, ao número 12 nos Países Baixos e ao número 6 na Ultratop 50 flamenga.
O vocalista Marc Almond faz um dueto ao final da canção com Cindy Ecstasy, uma frequentadora de clubes que a dupla conhecera no ano anterior no bar Club Berlin, em Nova Iorque.
A intenção original era lançá-la como single lado A duplo, com a canção "Insecure Me" servindo como eventual lado B; como tal, ambas as canções foram incluídas na coletânea Keychains & Snowstorms: The Singles, de 2018.
"Torch" foi eleito por críticos da revista New Musical Express o 49.º melhor single de 1982.

## Posição nas paradas musicais
| Parada (1982)                               | Melhor posição |
| ------------------------------------------- | -------------- |
| Austrália (Kent Music Report)               | 68             |
| Bélgica (Ultratop 50 de Flandres)           | 6              |
| Irlanda (IRMA)                              | 7              |
| Países Baixos (Single Top 100)              | 12             |
| Reino Unido (UK Singles Chart)              | 2              |
| Alemanha Ocidental (Official German Charts) | 75             |